# Champions Cup and the Evert Cup 1992
La Champions Cup and the Evert Cup 1992, conosciuta anche con il nome di Newsweek Champions Cup and the and the Matrix Essentials Evert Cup 1992 per ragioni di sponsorizzazione, è stato un torneo di tennis giocato sul cemento. È stata la 19ª edizione dell'Indian Wells Open e faceva parte della categoria ATP Super 9 nell'ambito dell'ATP Tour 1992, e della Tier II nell'ambito del WTA Tour 1992. Sia il torneo maschile che quello femminile si sono giocati dal 2 al 16 marzo 1992 nell'impianto per il tennis del Grand Champions Hotel di Indian Wells (California), negli Stati Uniti.

## Campioni

### Singolare maschile
Michael Chang ha battuto in finale  Andrej Česnokov con il punteggio di 6–3, 6–4, 7–5

### Singolare femminile
Monica Seles ha battuto in finale  Conchita Martínez con il punteggio di 6–3, 6–1,

### Doppio maschile
Steve DeVries /  David Macpherson hanno battuto in finale  Kent Kinnear /  Sven Salumaa con il punteggio di 4–6, 6–3, 6–3

### Doppio femminile
Claudia Kohde Kilsch /  Stephanie Rehe hanno battuto in finale  Jill Hetherington /  Kathy Rinaldi con il punteggio di 6–3, 6–3